# Arkebuse

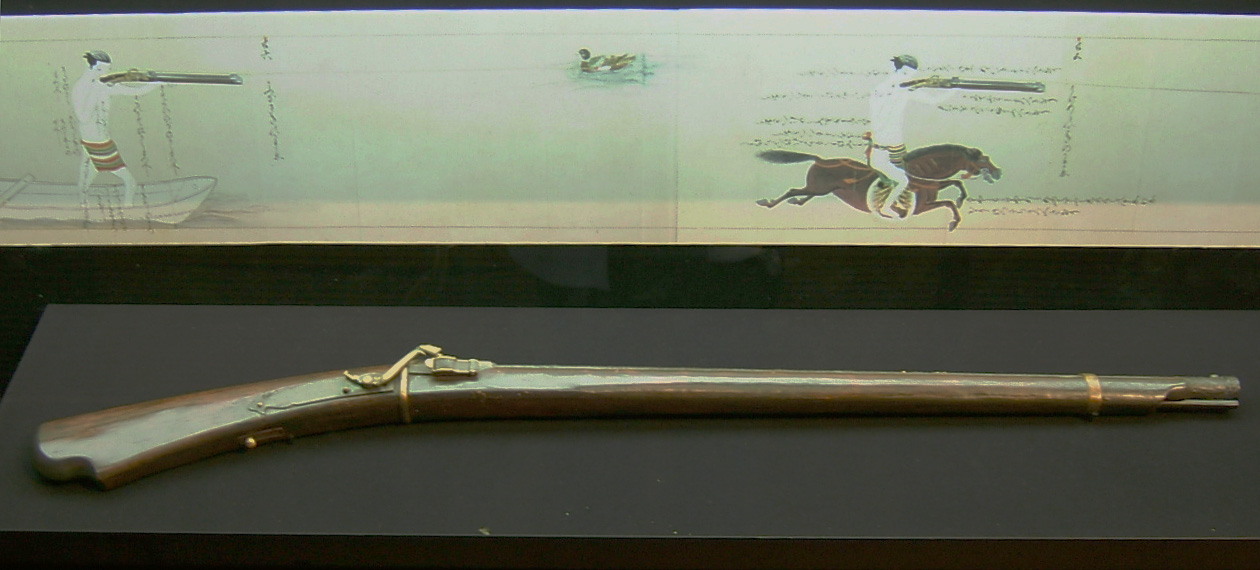
Arkebuse

Arkebuse är ett handeldvapen som användes under 1400-talet och sköt blykulor med en vikt av 20–40 gram. Namnet kommer från franskans Arquebuse, ursprungligen från det tyska ordet för hakebössa.
Arkebuserna tillhör den första gruppen av handeldvapnen. Även armborstet kunde ibland ha järnpipa och skjuta blykulor. För att åstadkomma ett eldhandvapen behövde bara en tillräckligt hållfast, och inte alltför tung, järnpipa konstrueras.
I slutet av 1400-talet  var denna uppgift löst av de nederländska och tyska vapensmederna. Den första arkebusen dateras till omkring 1480. Den var försedd med en bakåt utdragen stock, som liknade den på ett armborst. Konstruktionen tillät en anläggning, om än något obekväm, av vapnet med vänstra armen, samtidigt som man med den högra handen avlossade skottet genom att föra en brinnande lunta till vapnet och antända krutet.
De lättaste av dessa vapen hade en ganska liten skottvidd och dålig träffsäkerhet. De grövre av arkebuserna sköt blykulor med en vikt av 14–24 orts (60-100 gram) ganska långt och säkert. De kunde i nödfall hanteras av en man, men fordrade en del egendomliga arrangemang för att sikta in vapnet och för att mildra stöten vid skottets avlossande. En särskild konstruktion var en nedanför mynningen sittande hake, med vilken man kunde stödja vapnet mot en murkant eller annat bröstvärn. Därav namnet hakebössa. Under trettioåriga kriget användes gafflar som stacks ner i marken för att stötta vissa tyngre gevär.
De första modellerna till infanterigevär användes från 1521 av några av Karl den V:s spanska tiraljörkompanier (skyttekompanier). Dessa gevär var bekvämt skaftade, hade god räckvidd och måttlig tyngd. Kulorna vägde 10 ort.
Antändningssättet förenklades genom uppfinningen av lunt- eller serpentinlåset under 1400-talet. De första konstruktionerna bestod av en vid fänghålet utskjutande panna och en med hjälp av avtryckaren vridbar mekanism (utan fjäder), i vars övre kluvna ände en fnöskbit eller den brinnande änden av en lunta klämdes in.